# Independente FC (Limeira)
Independente FC is een Braziliaanse voetbalclub uit de stad Limeira, in de deelstaat São Paulo. De club speelt in de schaduw van de succesvollere stadsrivaal Inter de Limeira.

## Geschiedenis
De club werd opgericht in 1944 en was aanvankelijk eerst een amateurclub. De club won zes keer de amateurliga. In 1972 nam de club voor het eerst deel aan de profcompetitie en begon in de derde klasse van het Campeonato Paulista. Na drie jaar promoveerde de club naar de tweede klasse en speelde daar tot 1986 en opnieuw van 1989 tot 1993. In 1994 volgde zelfs een degradatie naar de vierde klasse. Het duurde tot 1999 vooraleer de club promotie kon afdwingen. Na negen seizoenen degradeerde de club in 2008 terug uit de Série A3. Na twee middelmatige seizoenen kon de club in 2011 kampioen worden en promoveerde weer. In 2014 werd de club achtste in de reguliere competitie, maar kon via de eindronde wel de finale bereiken, die ze verloren van Novorizontino. De club promoveerde echter wel en werd bij de terugkeer zesde. In 2016 volgde echter een nieuwe degradatie. Ook het volgende seizoen eindigde weer in een degradatie, waardoor de club in 2018 opnieuw in de vierde klasse speelt, terwijl stadsrivaal Inter net de promotie kon afdwingen naar de tweede klasse.

## Erelijst
Campeonato Amador de Limeira
1958, 1962, 1965, 1967, 1969, 1971
Taça Cidade de Limeira
1963, 1964, 1965

## Bekende ex-spelers
- Mirandinha